# Jóel próféta

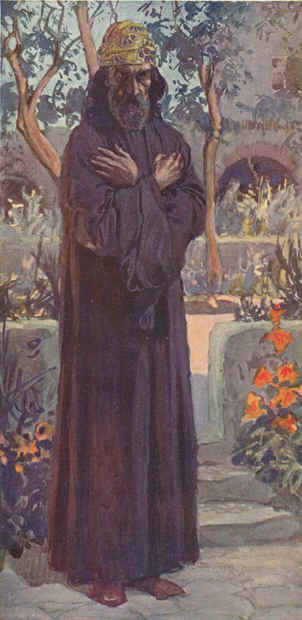
James Tissot: Jóel próféta

Jóel, (névváltozat: Jóél) héber próféta. Működésének ideje bizonytalan, a Kr. e. 9. század és Kr. e. 5. század között szolgált. 

A hagyomány szerint Észak-Galileában temették el.

## Prófétai könyve
Könyvének központi gondolata Jahve napjának eljövetele. Apokaliptikus színekkel rajzolja meg a végítéletet, de előtte böjtöt és bűnbánatot hirdet. A könyv legmélyebb gondolata a Szentlélek kitöltésének ígérete.

## A Bahái vallásban
A Bahái hit szerint Jóel egy kisebb próféta, akinek tanításai szimbolikus formájúak.

## Fordítás
- Ez a szócikk részben vagy egészben  a   Joel (prophet) című angol Wikipédia-szócikk fordításán alapul.  Az eredeti cikk szerkesztőit annak laptörténete sorolja fel. Ez a jelzés csupán a megfogalmazás eredetét és a szerzői jogokat jelzi, nem szolgál a cikkben szereplő információk forrásmegjelöléseként.